# Nine on a Ten Scale
Nine on a Ten Scale es el álbum debut del cantante y guitarrista estadounidense Sammy Hagar, publicado en mayo de 1976 por Capitol Records.

## Lista de canciones
1. "Keep On Rockin'" (Carter, Sammy Hagar) - 2:50
2. "Urban Guerilla" (John Carter, Sammy Hagar) - 2:52
3. "Flamingos Fly" (Van Morrison) - 4:30
4. "China" (Bob Welch)
5. "Silver Lights" (Sammy Hagar) - 5:38
6. "All American" (Sammy Hagar) - 3:53
7. "Confession (Please Come Back)" (Ronald Nagle) - 3:17
8. "Young Girl Blues" (Donovan) - 7:50
9. "Rock 'N' Roll Romeo" (John Carter, Sammy Hagar) - 3:47

## Sencillos
- "Flamingos Fly" / "Urban Geurilla" EE. UU. (Capitol S45-923834A)
- "Flamingos Fly" / "Urban Geurilla" Alemania (Capitol C 006-82 254)

## Créditos
- Sammy Hagar: voz, guitarra
- Bill Church: bajo
- Scott Quick: guitarra
- John Blakely: guitarra
- Alan Fitzgerald: teclados
- Joe Crane: teclados
- Stan: teclados
- Wizard: teclados
- Aynsley Dunbar: batería